# Jean Maran
Pour les articles homonymes, voir Maran.
Jean Maran, né le 8 mai 1920 à Rivière-Pilote (Martinique) et mort le 8 mai 2021 à Fort-de-France est un homme politique français.

## Biographie
Professeur de français, il adhère à la SFIO en 1948 puis rejoint le Parti socialiste à sa création. En 1972, après la signature du programme commun, il rompt avec François Mitterrand et le PS. Il se rapproche alors des centristes. Lors de l'élection présidentielle de 1974, il soutient la candidature de Valéry Giscard d'Estaing et devient président de l'UDF martiniquaise lors de la fondation du parti.
Il est maire de Sainte-Luce de mars 1965 à juillet 1990, date à laquelle il perd son siège lors d'une élection municipale partielle. De 1977 à 1990, il préside par ailleurs l'Association des maires de Martinique.
En plus de son mandat de premier édile, il est aussi conseiller général de 1964 à 1994, conseiller régional de 1983 à 1985 et député de la Martinique de 1986 à 1988 ainsi que président du SIVOM SUD.
Il meurt le 8 mai 2021 à Fort-de-France, jour de son 101e anniversaire.

## Détail des fonctions et des mandats
Mandat parlementaire
- 1977 - 1995 : suppléant du sénateur Roger Lise
- 16 mars 1986 - 14 mai 1988 : député de la Martinique

Mandats locaux
- 1964 - 1994 : conseiller général du canton de Sainte-Luce
- 21 mars 1965 - 1er juillet 1990 : maire de Sainte-Luce
- 1983 - 1985 : conseiller régional de la Martinique